# Repercusión de los Panama Papers en España

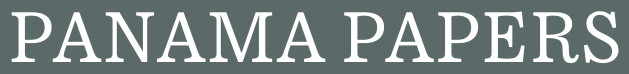
Tipografía usada por el diario Süddeutsche Zeitung desde la primera publicación.

Países con políticos implicados directa o indirectamente en los Panama Papers, incluyendo a la Unión Europea.

La repercusión en España de los Panama Papers o papeles de Panamá se refiere a las consecuencias que tuvo en España la filtración informativa en medios de prensa de documentos confidenciales de la firma de abogados panameña Mossack Fonseca conforme la cual existió el ocultamiento de propiedades de empresas, activos, ganancias, con fines que podrían ser de evasión tributaria u otras motivaciones, por parte de personalidades relevantes del país, mediante la fundación de compañías inscritas en un paraíso fiscal.
En España la difusión de la documentación con la mención de personalidades del país, incluido el ministro en funciones José Manuel Soria, tuvo repercusiones políticas y denuncias judiciales que se encuentran en curso. 

## Los papeles de Panamá
En 2015, una persona cuya identidad se mantiene en reserva a su pedido se puso en contacto con el periódico alemán Süddeutsche Zeitung manifestando que, con el único interés de «hacer públicos estos delitos»,  entregaría el volumen completo (2,6 terabytes) de información que abarca cuarenta años de los negocios de Mossack Fonseca, aunque la mayor parte del material analizado está referido al periodo entre 2005 y 2015, dejando a cargo del destinatario la selección de lo que se publicaría. El periódico decidió compartir el material con el Consorcio Internacional de Periodistas de Investigación  ICIJ  por lo que trabajaron equipos de cerca de 80 países pertenecientes a más de 100 medios, incluyendo en España a un equipo periodístico de La Sexta y El Confidencial; estos equipos  ordenaron, clasificaron, validaron y analizaron información durante doce meses antes de  publicar los primeros resultados, sin perjuicio de que esas tareas continúan.

## Declaraciones en España sobre las sociedades offshore
En España, la declaración de impuestos tiene un apartado especial (Modelo 720) donde deben consignarse los ingresos y bienes patrimoniales en el extranjero y establece multas relativamente altas (10 000 euros por cada dato omitido) para quienes omitan o tergiversen los datos sanciones que pueden representar hasta un 150 % de la cantidad omitida por la sociedad. Panamá es el decimosexto país donde los españoles tienen más patrimonio, según los datos recopilados por la Agencia Tributaria durante los últimos tres años. Panamá es un país en el que los españoles mantienen inversiones importantes. El patrimonio declarado asciende a los 1139 millones de euros.
El 5 de abril de 2016, el Gobierno anunció que la Agencia Tributaria investigará las cuentas opacas abiertas en Panamá. Actuará de oficio, cruzando datos con declaraciones anteriores.
El Ministro de Economía en funciones, Luis de Guindos afirmó en el Congreso que el Sepblac mandó a la Fiscalía más de 70 operaciones de Panamá.

## Amnistía fiscal de 2012
En el año 2012 el gobierno de España decretó una amnistía fiscal mediante la cual se podían regularizar bienes en el extranjero (incluyendo paraísos fiscales) y dinero en efectivo sin pagar los impuestos que les correspondían, a cambio de tributar un 10% de lo declarado, sin sanción penal. Un gran número de personas y empresas españolas que aparecen en los papeles de Panamá se beneficiaron de esta medida, por lo que ahora no pueden ser acusados de fraude fiscal por la utilización de estos entramados.

## Personas y empresas de España mencionadas en las publicaciones
Entre los nombres de personas y empresas españolas implicados con el caso se encuentran los siguientes:

### Entorno de la Casa Real
- Pilar de Borbón, hermana de Juan Carlos I de España y tía del rey Felipe VI de España tuvo tres empresas registradas en paraísos fiscales.[13][14][6]
- Bruno Gómez Acebo, hijo de Pilar de Borbón, fue apoderado de una empresa registrada en las Islas Seychelles.[15]

- Corinna zu Sayn-Wittgenstein, amante de Juan Carlos de Borbón, trató de vender acciones a través de una sociedad intermediaria de Gibraltar, a otra radicada en las islas Vírgenes.[16]

- Mohamed Eyad Kayali, organizador de las cacerías de Juan Carlos de Borbón.[17]

### Dirigentes políticos

#### José Manuel Soria

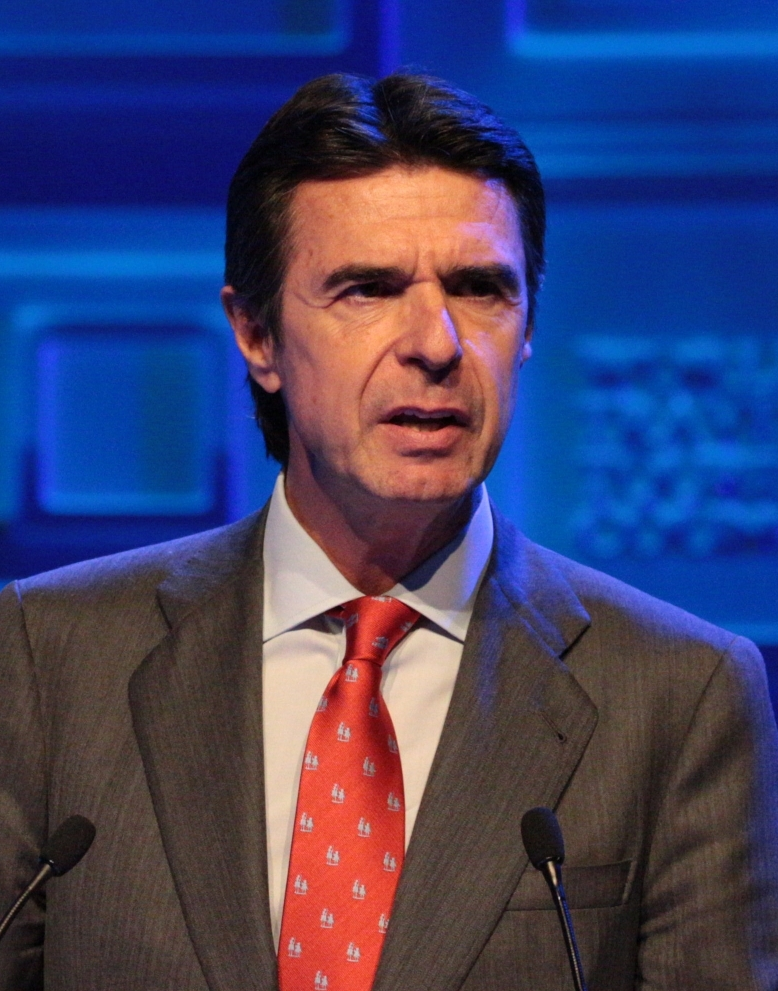
José Manuel Soria en 2015 en Madrid.

José Manuel Soria ministro de Industria, Energía y Turismo en funciones, Diputado en Las Cortes Generales por Las Palmas y Presidente del Partido Popular de Canarias mantuvo, junto con otros miembros de su familia, una red de sociedades en paraísos fiscales.
El 15 de abril de 2016, al no haber podido aclarar su relación con este asunto, renunció a todos sus cargos políticos.
El Ministerio de Hacienda anunció que investigará de oficio a los ciudadanos españoles mencionados con negocios en paraísos fiscales en los papeles de Panamá con el objeto de cruzar la información que han entregado en sus declaraciones tributarias. De esta manera se dilucidará si hay dolo, por omisión o intento de ocultamiento de los activos que se posean en el exterior.
En septiembre de 2016, el exministro Soria fue propuesto por el Ministerio de Economía español para un puesto en el Banco Mundial pero, ante el malestar que causó la noticia en la opinión pública, Soria retiró en el último momento su candidatura.

#### Rodrigo Rato
El exvicepresidente del Gobierno, exministro de economía y expresidente del FMI, Rodrigo Rato, mantuvo dos empresas offshore que liquidó en 2013.
El bufete de Gibraltar Finsbury Trust & Corporate Services Limited, que administraba los negocios de Rato en el extranjero, contrató Mossack Fonseca en 2013 con el fin de liquidar Westcastle Corporation y Red Rose Financial Enterprises, dos sociedades extraterritoriales usadas por más de veinte años por Rodrigo Rato, antes de ser descubierto por la agencia tributaria española en 2015 y ser puesto a disposición de los tribunales de justicia. Rato cerró estas firmas realizando previamente un retiro de 3,6 millones de dólares.

#### Mar García Vaquero
Mar García Vaquero, esposa de Felipe González gestionó una cuenta en Suiza mediante una sociedad radicada en Niue.

#### Micaela Domecq Solís-Beaumont
Micaela Domecq Solís-Beaumont, esposa del Comisario europeo Miguel Arias Cañete, figuraba en los papeles como apoderada de una empresa. Arias Cañete afirmó que la empresa estaba inactiva desde mucho tiempo antes de que él asumiese el cargo de comisario.
Siendo su marido ministro, se acogió a la amnistía fiscal aprobada por el gobierno para regularizar la actividad de una empresa offshore registrada en un paraíso fiscal a través del despacho de abogados Mossack Fonseca. Arias Cañete había participado en la reunión del Consejo de Ministros que aprobó dicha amnistía fiscal a pesar de la obligación de inhibirse por tener intereses familiares.

#### Oleguer Pujol
Oleguer Pujol, hijo del expresidente de la Generalidad de Cataluña Jordi Pujol.

#### Cándido Conde-Pumpido Varela
El hijo de Cándido Conde-Pumpido, abogado, intentó crear una sociedad offshore para utilizarla de intermediaria en la inversión en proyecto inmobiliario de lujo en Panamá. Pretendía hacerlo a través de su compañía Gestión de Proyectos Integral Gimonde, empresa investigada en la Operación Pompeya.

#### Marta Fernández-Pirla
La directora general de Economía y Sector Público del Ayuntamiento de Madrid, Marta Fernández-Pirla, presentó su renuncia después de que un diario español publicara que presidió por 5 años una empresa offshore en Panamá.

### Herederos de Franco
Juan José y Francisco Franco Suelves, bisnietos del dictador Francisco Franco.

### Artistas
- Imanol Arias, el actor español tuvo una cuenta radicada en la isla de Niue, en el Pacífico Sur, entre noviembre de 1998 y julio de 2000.[34][35]
- Pedro Almodóvar, director de cine, productor, guionista y actor español.[36]
- Bertín Osborne, cantante y presentador español.[37]
- Mario Vargas Llosa, premio Nobel de literatura peruano con nacionalidad española.[38]
- Carmen Lomana, celebridad y personaje televisivo.

### Grandes empresarios
- Teresa Aranda figuraba como apoderada de una empresa de las islas Seychelles, activa entre 2004 y 2010, cuando era esposa de Juan Luis Cebrián. Ella aseguró que la empresa estaba relacionada con las actividades empresariales de su exmarido.[39]

El Grupo Prisa y el propio Cebrián anunciaron que demandarían a los medios que publicaron estos datos. Tras este anuncio, esos mismos medios publicaron la relación de Cebrián con Star Petroleum, empresa petrolera de la cual posee un 2% y una opción de compra de otro 3%. La empresa Hypersonic LTD, dueña del 89% de la petrolera, también se gestionaba desde el despacho Mossack Fonseca, operaba en Seychelles y estaba controlada por Massoud Farshad Zandi.
- Manuel Fernández de Sousa, expresidente de Pescanova, investigado por estafa.[42]
- Familia Escarrer (Sol Meliá)
- Enrique Martinón, (Grupo Martinón)
- Familia Riu (Grupo Riu)
- José Luis Núñez, presidente del Club Barcelona y su familia.[43]
- Javier de la Rosa y familia.[44]
- Familia Thyssen-Bornemisza.[45]
- Carles Vilarrubí
- Miguel Blesa, presidente del consejo de administración de Caja Madrid.[46][47]
- Carlos Ortega Cedrón, CEO y accionista de la multinacional Pepe Jeans.[48]
- Eugenio Mora, anterior propietario de Burberry[49]
- Eduardo Fernández de Blas, número dos del Real Madrid, responsable de la plataforma Ética Madridista y mano derecha de Florentino Pérez[50]

### Deportistas
- Àlex Crivillé, piloto de motocicletas.[51]

### Bancos
Los principales bancos del país (Banco Santander, BBVA y Banco Sabadell) ayudaron a sus clientes a crear firmas offshore en Panamá.